# Gulf Winds
Gulf Winds — последний студийный альбом американской фолк-певицы Джоан Баэз записанный на лейбле A&M Records и выпущенный в 1976 году. Это единственный альбом, в котором отсутствуют кавер-версии песен других музыкантов, все песни авторства Джоан Баэз.

## Список композиций
| №                   | Название                | Длительность |
| ------------------- | ----------------------- | ------------ |
| 1.                  | «Sweeter For Me»        | 4:30         |
| 2.                  | «Seabirds»              | 4:32         |
| 3.                  | «Caruso»                | 3:42         |
| 4.                  | «Still Waters At Night» | 3:01         |
| 5.                  | «Kingdom Of Childhood»  | 7:51         |
| 6.                  | «O Brother!»            | 3:19         |
| 7.                  | «Time Is Passing Us By» | 3:43         |
| 8.                  | «Stephanie's Room»      | 4:05         |
| 9.                  | «Gulf Winds»            | 10:29        |
| Общая длительность: | Общая длительность:     | 45:12        |

## Участники записи
- Джоан Баэз — акустическая гитара, вокал, фортепиано
- Dean Parks — акустическая гитара, электрическая гитара, банджо (5), мандолина (8)
- Duck Dunn — бас
- Jesse Ehrlich — виолончель
- Ray Kelly — виолончель
- Larry Knechtel — электрическое фортепиано
- Malcolm Cecil — синтезатор
- Джим Гордон — ударные, перкуссия
- Sid Sharp — скрипка